# Sammalsaari (ö i Södra Savolax, Nyslott, lat 61,71, long 28,47)
Sammalsaari är en ö i Finland. Den ligger i sjön Pihlajavesi och i kommunen Sulkava i den ekonomiska regionen  Nyslotts ekonomiska region  och landskapet Södra Savolax, i den södra delen av landet, 250 km nordost om huvudstaden Helsingfors. Öns största längd är 110 meter i sydöst-nordvästlig riktning.